# Lijst van voetbalinterlands Costa Rica - Zwitserland
Deze lijst van voetbalinterlands is een overzicht van alle officiële voetbalwedstrijden tussen de nationale teams van Costa Rica en Zwitserland. De landen speelden tot op heden drie keer tegen elkaar, te beginnen met een vriendschappelijke wedstrijd in Genève op 6 september 2006. Het laatste duel, een groepswedstrijd tijdens het Wereldkampioenschap voetbal 2018, vond plaats op 27 juni 2018 in Nizjni Novgorod (Rusland).

## Wedstrijden
| № | Plaats          | Datum            | Competitie        | Wedstrijd                | Uitslag |
| - | --------------- | ---------------- | ----------------- | ------------------------ | ------- |
| 1 | Genève          | 6 september 2006 | Vriendschappelijk | Zwitserland – Costa Rica | 2 – 0   |
| 2 | Sion            | 1 juni 2010      | Vriendschappelijk | Zwitserland – Costa Rica | 0 – 1   |
| 3 | Nizjni Novgorod | 27 juni 2018     | WK 2018           | Zwitserland – Costa Rica | 2 − 2   |

## Samenvatting
| Competitie        | Totaal gespeeld | Winst Costa Rica | Gelijk | Winst Zwitserland | Doelsaldo Costa Rica – Zwitserland |
| ----------------- | --------------- | ---------------- | ------ | ----------------- | ---------------------------------- |
| WK-eindronde      | 1               | 0                | 1      | 0                 | 2 − 2                              |
| Vriendschappelijk | 2               | 1                | 0      | 1                 | 1 − 2                              |
| Totaal            | 3               | 1                | 1      | 1                 | 3 − 4                              |

Wedstrijden bepaald door strafschoppen worden, in lijn met de FIFA, als een gelijkspel gerekend.

## Details

### Eerste ontmoeting
De eerste ontmoeting tussen de nationale voetbalploegen van Costa Rica en Zwitserland vond plaats op 6 september 2006. Het vriendschappelijke duel, bijgewoond door ongeveer 12.000 toeschouwers, werd gespeeld in het Stade de Genève in Genève, en stond onder leiding van scheidsrechter Dick van Egmond uit Nederland. Hij deelde één gele kaart uit, en werd geassisteerd door zijn landgenoten Berry Simons en Nicky Siebert. Bij Zwitserland maakte Steve von Bergen (FC Zürich) zijn debuut. Hij verving Patrick Müller in de 70ste minuut.
| Vriendschappelijk (Genève, Zwitserland, 6 september 2006): |              | |
| Zwitserland | 2 – 0        | Costa Rica |
| Marco Streller 12' Alexander Frei 39' | goals        | |
| Jakob "Köbi" Kuhn | bondscoach   | Hernán Medford |
| Fabio Coltorti 46' Patrick Müller 70' Philipp Degen Christoph Spycher Ludovic Magnin 46' Stéphane Grichting Ricardo Cabanas 82' Johann Vogel Daniel Gygax Marco Streller 46' Alexander Frei 78' | opstellingen | Adrián de Lemos 46' Michael Umaña Roy Miller Júnior Díaz Víctor Cordero Cristian Blanco Carlos Johnson 74' Carlos Hernández 74' Douglas Sequeira 46' Andy Herron Álvaro Saborio |
| Diego Benaglio 46' Gökhan Inler 46' Mauro Lustrinelli 46' Steve von Bergen 70' Alberto Regazzoni 78' Raphaël Wicky 82'                                                                          | wissels      | 46' Leonardo González 46' Bryan Ruiz 74' José López 74' Randall Azofeifa |
| | gele kaarten | 15' Carlos Hernández |

### Tweede ontmoeting
De tweede ontmoeting tussen de nationale voetbalploegen van Costa Rica en Zwitserland vond plaats op 1 juni 2010. Het vriendschappelijke duel, bijgewoond door ongeveer 11.300 toeschouwers, werd gespeeld in het Stade de Tourbillon in Sion, en stond onder leiding van scheidsrechter Anthony Buttimer uit Ierland. Hij deelde vier gele kaarten uit, en werd geassisteerd door zijn landgenoten Barry McDonnell en Allen Lynch.
| Vriendschappelijk (Sion, Zwitserland, 1 juni 2010): |              | |
| Zwitserland | 0 – 1        | Costa Rica |
| | goals        | 12' Winston Parks |
| Ottmar Hitzfeld | bondscoach   | Rónald González |
| Diego Benaglio Philippe Senderos Reto Ziegler Stephan Lichtsteiner Stéphane Grichting 46' Marco Padalino 64' Benjamin Huggel 62' Gökhan Inler 62' Tranquillo Barnetta 76' Blaise Nkufo 64' Alexander Frei | opstellingen | Keylor Navas Gonzalo Segares Júnior Díaz Roy Myrie 78' Carlos Hernández Christian Bolaños 84' Michael Barrantes Randall Azofeifa Douglas Sequeira 90' Bryan Ruiz 80' Winston Parks |
| Steve von Bergen 46' Pirmin Schwegler 62' Gelson Fernandes 62' Xherdan Shaqiri 64' Eren Derdiyok 64' Albert Bunjaku 76'                                                                                   | wissels      | 78' Juan Guzmán 80' Marco Ureña 84' Fernando Paniagua 90' José Mena |
| Steve von Bergen 75' Gelson Fernandes 87' | gele kaarten | 83' Júnior Díaz 89' Randall Azofeifa |

FEDEFUTBOL · A-internationals · Selecties · Bondscoaches · Costa Ricaans vrouwenelftal · Costa Rica U21 · Costa Rica U20 · Costa Rica U19 · Costa Rica U18 · Costa Rica U17
1920 – 1949 ·
1950 – 1969 ·
1970 – 1979 ·
1980 – 1989 ·
1990 – 1999 ·
2000 – 2009 ·
2010 – 2019 ·
2020 − 2029
Copa América 1997 · 
Copa América 2001 · 
Copa América 2004 · 
Copa América 2011 · 
Copa América 2016
WK 1990 · 
WK 2002 · 
WK 2006 · 
WK 2014 · 
WK 2018
OS 1980 · 
OS 1984 · 
OS 2004
1921 · 
1922–1929 · 
1930 · 
1931–1934 · 
1935 · 
1936–1937 · 
1938 · 
1939 · 
1940 · 
1941 · 
1942 · 
1943 · 
1944–1945 · 
1946 · 
1947 · 
1948 · 
1949 · 
1950 · 
1951 · 
1952 · 
1953 · 
1954 · 
1955 · 
1956 · 
1957 · 
1958 · 
1959 · 
1960 · 
1961 · 
1962 · 
1963 · 
1964 · 
1965 · 
1966 · 
1967 · 
1968 · 
1969 · 
1970 · 
1971 · 
1972 · 
1973 · 
1974–1975 · 
1976 · 
1977–1978 · 
1979 · 
1980 · 
1981–1982 · 
1983 · 
1984 · 
1985 · 
1986 · 
1987 · 
1988 · 
1989 · 
1990 · 
1991 · 
1992 · 
1993 · 
1994 · 
1995 · 
1996 · 
1997 · 
1998 · 
1999 · 
2000 · 
2001 · 
2002 · 
2003 · 
2004 · 
2005 · 
2006 · 
2007 · 
2008 · 
2009 · 
2010 · 
2011 · 
2012 · 
2013 · 
2014 · 
2015 · 
2016 · 
2017 ·
2018 ·
2019 ·
2020 ·
2021 ·
2022 ·
2023 ·
2024
Argentinië ·
Aruba ·
Australië ·
Barbados ·
België ·
Belize ·
Bermuda ·
Bolivia ·
Bosnië en Herzegovina ·
Brazilië ·
Canada ·
Chili ·
China ·
Colombia ·
Cuba ·
Curaçao ·
Dominicaanse Republiek ·
Duitsland ·
Ecuador ·
El Salvador ·
Engeland ·
Finland ·
Frankrijk ·
Grenada ·
Griekenland ·
Guatemala ·
Guyana ·
Haïti ·
Honduras ·
Hongarije ·
Ierland ·
Iran ·
Italië ·
Jamaica ·
Japan ·
Joegoslavië ·
Kameroen ·
Marokko ·
Mexico ·
Nederland ·
Nederlandse Antillen ·
Nicaragua ·
Nieuw-Zeeland ·
Nigeria ·
Noord-Ierland ·
Noorwegen ·
Oekraïne ·
Oezbekistan ·
Oman ·
Oostenrijk ·
Panama ·
Paraguay ·
Peru ·
Polen ·
Puerto Rico ·
Qatar ·
Rusland ·
Saint Kitts en Nevis ·
Saint Vincent en de Grenadines ·
Saoedi-Arabië ·
Schotland ·
Servië ·
Slowakije ·
Sovjet-Unie ·
Spanje ·
Suriname ·
Trinidad en Tobago ·
Tsjechië ·
Tsjecho-Slowakije ·
Tunesië ·
Turkije ·
Uruguay ·
Venezuela ·
Verenigde Arabische Emiraten ·
Verenigde Staten ·
Wales ·
Zuid-Afrika ·
Zuid-Korea ·
Zweden ·
Zwitserland
Brazilië (2018) ·
China (2002) · 
Duitsland (2006) · 
Ecuador (2006) · 
Engeland (2014) · 
Griekenland (2014) · 
Italië (2014) ·
Nederland (2014) · 
Polen (2006) · 
Servië (2018) ·
Spanje (2022) ·
Turkije (2002) · 
Uruguay (2014) ·
Zwitserland (2018)
SFV · A-internationals · Selecties · Bondscoaches · Zwitsers vrouwenelftal · Olympisch elftal · Zwitserland U21 · Zwitserland U19 · Zwitserland U18 · Zwitserland U17 · Zwitserland U16 · Vrouwen U17
1905 – 1919 · 
1920 – 1929 · 
1930 – 1939 · 
1940 – 1949 · 
1950 – 1959 · 
1960 – 1969 · 
1970 – 1979 · 
1980 – 1989 · 
1990 – 1999 · 
2000 – 2009 · 
2010 – 2019 · 
2020 – 2029
EK's: 1996 · 
2004 · 
2008 · 
2016 · 
2020 · 
2024
WK's: 1934 · 
1938 · 
1950 · 
1954 · 
1962 · 
1966 · 
1994 · 
2006 · 
2010 · 
2014 · 
2018 · 
2022
OS: 1924 · 
1928 · 
2012
1905 · 
1906 · 1907 · 
1908 · 
1909 · 
1910 · 
1911 · 
1912 · 
1913 · 
1914 · 
1915 · 
1916 · 
1917 · 
1918 · 
1919 · 
1920 · 
1921 · 
1922 · 
1923 · 
1924 · 
1925 · 
1926 · 
1927 · 
1928 · 
1929 · 
1930 · 
1931 · 
1932 · 
1933 · 
1934 · 
1935 · 
1936 · 
1937 · 
1938 · 
1939 · 
1940 · 
1941 · 
1942 · 
1943 · 
1944 · 
1945 · 
1946 · 
1947 · 
1948 · 
1949 · 
1950 · 
1952 ·
1952 · 
1953 · 
1954 · 
1955 · 
1956 · 
1957 · 
1958 · 
1959 · 
1960 · 
1961 · 
1962 · 
1963 · 
1964 · 
1965 · 
1966 · 
1967 · 
1968 · 
1969 · 
1970 · 
1971 · 
1972 · 
1973 · 
1974 · 
1975 · 
1976 · 
1977 ·
1978 · 
1979 · 
1980 · 
1981 · 
1982 · 
1983 · 
1984 · 
1985 · 
1986 · 
1987 · 
1988 · 
1989 · 
1990 ·
1991 · 
1992 · 
1993 · 
1994 ·
1995 · 
1996 · 
1997 · 
1998 · 
1999 · 
2000 · 
2001 · 
2002 · 
2003 · 
2004 · 
2005 · 
2006 · 
2007 · 
2008 · 
2009 · 
2010 · 
2011 · 
2012 · 
2013 ·
2014 ·
2015 ·
2016 ·
2017 ·
2018 ·
2019 ·
2020 ·
2021 ·
2022
Albanië ·
Algerije · 
Andorra · 
Argentinië ·
Australië ·
Azerbeidzjan ·
België ·
Bolivia ·
Bosnië en Herzegovina ·
Brazilië ·
Bulgarije ·
Canada ·
Chili ·
China ·
Colombia ·
Costa Rica ·
Cyprus ·
Denemarken ·
DDR ·
Duitsland ·
Ecuador ·
Egypte ·
Engeland · 
Estland ·
Faeröer ·
Finland ·
Frankrijk ·
Georgië ·
Ghana ·
Gibraltar ·
Griekenland ·
Honduras ·
Hongarije ·
Hongkong ·
Ierland ·
IJsland ·
Israël ·
Italië ·
Ivoorkust ·
Jamaica ·
Japan ·
Joegoslavië ·
Kameroen ·
Kenia ·
Kosovo ·
Kroatië ·
Letland ·
Liechtenstein ·
Litouwen ·
Luxemburg ·
Malta ·
Marokko ·
Mexico ·
Moldavië ·
Montenegro ·
Nederland ·
Nigeria ·
Noord-Ierland ·
Noorwegen ·
Oekraïne ·
Oman ·
Oostenrijk ·
Panama ·
Peru ·
Polen ·
Portugal ·
Qatar ·
Roemenië ·
Rusland ·
Saarland ·
San Marino ·
Schotland ·
Servië ·
Slovenië ·
Slowakije ·
Sovjet-Unie · 
Spanje ·
Togo ·
Tsjechië ·
Tsjecho-Slowakije ·
Tunesië ·
Turkije ·
Uruguay ·
Venezuela ·
VA Emiraten ·
Verenigde Staten ·
Wales ·
Wit-Rusland ·
Zimbabwe ·
Zuid-Korea ·
Zweden
Albanië (2016) ·
Argentinië (2014) ·
Brazilië (2018) ·
Chili (2010) ·
Costa Rica (2018) ·
Ecuador (2014) ·
Frankrijk (2006) ·
Frankrijk (2014) ·
Frankrijk (2016) ·
Frankrijk (2021) ·
Honduras (2010) · 
Honduras (2014) · 
Italië (2021) · 
Oekraïne (2006) ·
Portugal (2008)  · 
Portugal (2022) · 
Roemenië (2016) · 
Servië (2018) ·
Spanje (2010) ·
Spanje (2021) ·
Togo (2006) ·
Tsjechië (2008) ·
Turkije (2008) ·
Turkije (2021) ·
Wales (2021) ·
Zuid-Korea (2006) ·
Zweden (2018)